# Ivan Manolov
Ivan Manolov (* 22. května 1970) je český kytarista. V první polovině 90. let (od roku 1992) hrál se znovuobnovenou brněnskou rockovou skupinou Progres 2. Zároveň působil v kapele Drunk president. Od roku 1995 byl členem poprockové skupiny Burma Jones, s níž vydal dvě alba a z níž v roce 2000 kvůli tvůrčím neshodám odešel. Manolov se začal věnovat jazzu, hraje v nejrůznějších kapelách jako jsou Děti kapitána Morgana, DG 307, Samamba, Das Kuckucksei, Groove or Die, či se zpěvačkou Minach. Vystupuje rovněž s formací Ivan Manolov Trio a s Pavlem Zajíčkem.
V roce 2013 hostoval na koncertě k 45. výročí skupiny Progres 2.

## Diskografie
- 1993 – Drunk president: Všechno hned! (album)
- 1995 – Burma Jones: Burma Jones (album)
- 1998 – Burma Jones: Invaze (album)
- 2008 – Minach: Zimomriavky (album)
- 2012 – Děti kapitána Morgana: Lživé oživlé (album)
- 2013 – Děti kapitána Morgana: S rozkoší vylizuju omáčku (album)